# Socó-boi
O socó-boi (Tigrisoma lineatum) é uma ave da família dos ardeídeos que vive nas margens de rios e lagos. Alimenta-se de peixes, moluscos, anfíbios e répteis, permanecendo imóvel enquanto espera sua presa. É uma espécie solitária. Mede em torno de 70 cm de comprimento, pesando cerca de 840 gramas. Pode ser encontrado em áreas úmidas da América Central até a maior parte da América do Sul.

## Taxonomia
O socó-boi foi descrito pelo polímata francês Georges-Louis Leclerc, Conde de Buffon em 1780 em sua publicação Histoire Naturelle des Oiseaux, a partir de um espécime coletado em Caiena, Guiana Francesa. Também foi ilustrado em uma placa colorida à mão, gravada por François-Nicolas Martinet em Planches Enluminées D'Histoire Naturelle, que foi produzida sob a supervisão de Edme-Louis Daubenton para acompanhar o texto de Buffon.
Nem a legenda da placa nem a descrição de Buffon incluíam um nome científico, mas em 1783 o naturalista holandês Pieter Boddaert cunhou o nome binomial Ardea lineata em seu catálogo dos Planches Enluminées. Atualmente, é classificado no gênero Tigrisoma, que foi erigido pelo naturalista inglês William Swainson em 1827.
O nome do gênero Tigrisoma combina o grego antigo tigris, que significa "tigre", e somā, que significa "corpo"; o epíteto específico lineatum vem do latim lineatus, que significa "marcado com linhas".
Duas subespécies são reconhecidas:
- T. l. lineatum (Boddaert, 1783) – do sul de Honduras ao nordeste da Bolívia e região amazônica do Brasil;
- T. l. marmoratum (Vieillot, 1817) – sudeste da Bolívia ao sul do Brasil e norte da Argentina.

## Descrição
É uma espécie de tamanho médio, medindo 66–76 cm de comprimento e pesando entre 630–980 g (22–35 oz). Os sexos têm plumagem semelhante. A cabeça, o pescoço e o tórax do adulto são ruivos escuros, com uma faixa branca descendo no centro do pescoço. O restante de suas partes superiores são acastanhadas com finas vermiculações pretas, seu ventre e cloaca são marrom-claro e seus flancos são barrados em preto e branco. Sua cauda é preta, estreitamente listrada de branco. Seu bico robusto é amarelado a escuro, e suas pernas são verdes opacas. Suas íris, pele loral e anel orbital são amarelo brilhante.
O pássaro é geralmente amarelo-amarelado, grosseiramente barrado de preto; o amarelo e preto em suas asas são especialmente pronunciados. A garganta, o tórax central e o ventre são brancos. Demora cerca de cinco anos para adquirir plumagem adulta.
É relativamente fácil de distinguir do Tigrisoma fasciatum e do Tigrisoma mexicanum, pois é ruivo (em vez de cinza) na cabeça e no pescoço. Os pássaros jovens, no entanto, são muito mais difíceis de identificar.

## Distribuição e habitat
É encontrado em pântanos da América Central até a maior parte da América do Sul. Geralmente vive abaixo de 500 m (1 600 pé), embora tenha sido registrado a até 1 600 m (5 200 pé) na Colômbia.

## Comportamento
É amplamente crepuscular e geralmente solitário.
Como seria de se esperar de uma espécie que passa a maior parte do tempo perto da água, grande parte de sua dieta é formada por peixes, crustáceos, besouros aquáticos e larvas de libélula. Também come libélulas adultas e gafanhotos. Normalmente caça sozinho, ficando curvado em poças rasas ou áreas úmidas da floresta enquanto espera pela presa.

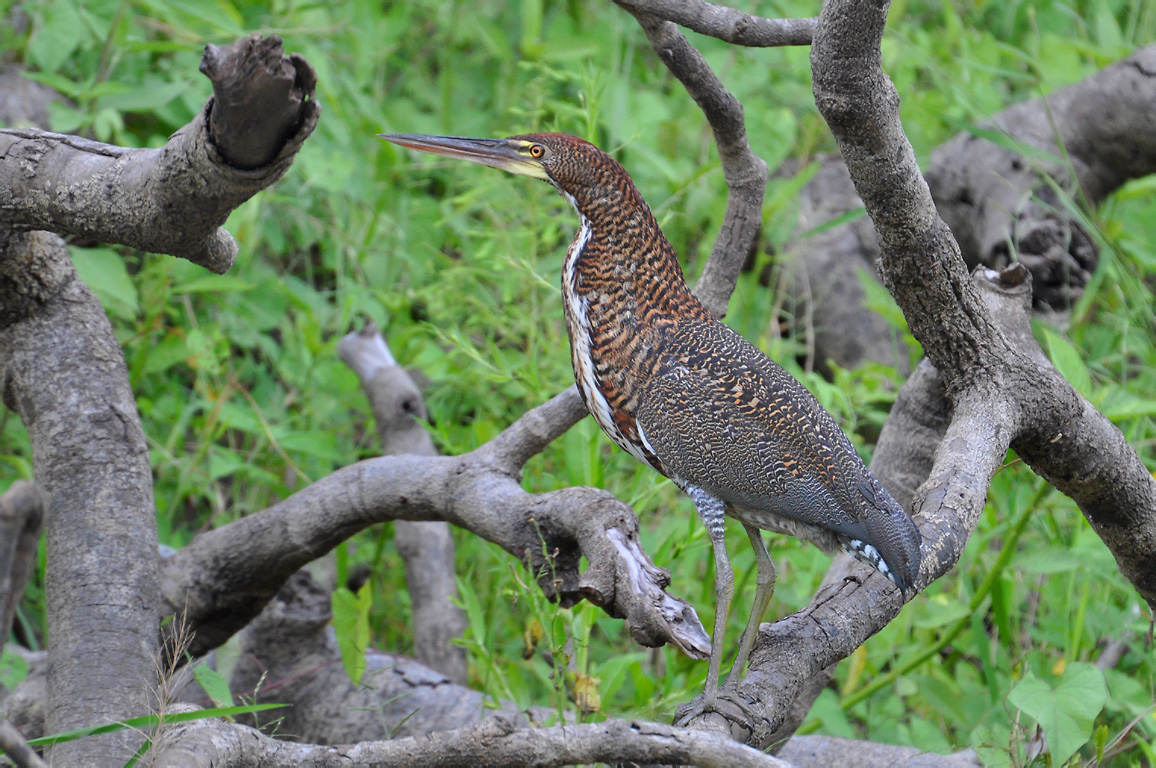
Um socó-boi jovem

## Conservação
Embora o tamanho e a tendência da população da espécie não tenham sido quantificados, seu alcance é enorme, de modo que a União Internacional para a Conservação da Natureza a lista como uma espécie de menor preocupação.